# Brachybaenus trimucronatus
Brachybaenus trimucronatus är en insektsart som först beskrevs av Heinrich Hugo Karny 1929.  Brachybaenus trimucronatus ingår i släktet Brachybaenus och familjen Gryllacrididae. Inga underarter finns listade i Catalogue of Life.